# Semanteem
Semanteem (Frans: sémantème) is in de Franse taalkunde een enigszins omstreden begrip met betrekking tot de semantiek. Het is op twee manieren gedefinieerd:
- Volgens Charles Bally is een semanteem een "puur lexicale" betekeniseenheid zonder specifieke grammaticale kenmerken, wat ongeveer hetzelfde is als een vrij morfeem. Het element warm in ver-warm-ing zou volgens deze definitie een semanteem zijn, evenals de stam mist in mist-ig.

- Volgens Bernard Pottier is een semanteem een specifieke combinatie van semen waardoor een of meerdere sememen worden onderscheiden. Pottier onderscheidt drie soorten semen: 
  - Het classème, dat het gemeenschappelijke kenmerk van een verzameling sememen definieert. Voorbeelden zijn de vier semen [mannelijk], [vrouwelijk], [bezield] en [onbezield]. Het eerst seem beschrijft onder andere de sememen [man], [jongen] en [stier], terwijl het tweede seem onder andere de sememen [vrouw], [meisje] en [zeug] beschrijft. Het derde seem beschrijft onder andere de sememen [mens] en [dier], terwijl het vierde seem een zeer grote verzameling sememen beschrijft, namelijk alles wat niet tot de categorie [organisme] behoort.
  - Het virtuème.
  - Het sémantème, dit wil zeggen een specifieke combinatie van semen waardoor het bijbehorende semeem in alle gevallen van alle andere termen binnen eenzelfde paradigma (bijvoorbeeld een isotopie) kan worden onderscheiden.

Het begrip sémantème is tegenwoordig niet meer erg gebruikelijk. Wanneer de term nog wordt gebruikt is dat meestal in de eerste betekenis, dus als synoniem van gebonden morfeem.